# Китерон (митологија)
Китерон или Китајрон (грч. Κιθαιρών, -ῶνος) је у грчкој митологији био краљ Платеје пре Асопа, према коме је планина Китерон, између Беотије и Атике, добила назив. О њему је писао Паусанија. Могао би бити изједначен са божанством Нисом, који је одгајио Диониса, а тај бог је позивао жене да банче управо на планини Китерон.

## Митологија
Према неким изворима, Китерон је био један од Ореа, Гејин син. Међутим, Роберт Гревс је навео да су његови могући родитељи и Ортар и Химера.
Описан је као веома мудар човек, због чега га је чак и сам Зевс питао за савет како да се измири са својом супругом Хером, са којом се у то време жестоко посвађао. Краљ га је саветовао да начини фигуру од дрвета и да објави да се жени, те да му та фигура наводно буде невеста. При томе је ту невесту требало да обуче тако да наликује Платеји, Асоповој кћерки. Када је Хера видела свадбену поворку, бесно је стргнула вео са младиног лица, али је угледала дрвену статуу. Тада се насмејала и измирила са Зевсом. У спомен на овај догађај, у Платеји се сваке године славио празник Дедале.
Према другој причи, Китерон је био лепи дечак у кога се заљубила еринија Тисифона. Он је одбио њену љубав и она је у бесу истргла змију из своје косе и бацила је на њега. Змија је била отровна и од њеног уједа он је умро. Због тога је планина на којој се то десило добила назив по њему.
Према трећем предању, Китерон је имао брата Хеликона, који је био његова сушта супротност. Хеликон је био нежан и привржен родитељима, док је Китерон био похлепан и суров, толико да је убио оца и брата. Брата је гурнуо са литице, али је при томе и сам пао. Богови су их претворили у планине. Хеликон је постала дом племенитих муза, док су Китерон населиле ериније.

## Биологија
Латинско име ове личности (Cithaeron) је назив за род паука.